# 縁語
縁語（えんご）とは、一首の中に意味上関連する語を連想的に2つ以上用いることで歌に情趣を持たせる、和歌の修辞技法のひとつ。
ただし、単なる日常語のイメージからなる連想ではなく、古今和歌集などに掲載される和歌で繰返し連想的に用いられているものでなければ、縁語にはならない。
掛詞と合わせて用いることも多い。

## 例
太字が縁語である。
- 大江山いく野の道の遠ければ まだふみもみず天の橋立 小式部内侍
- 玉の緒よ絶えなば絶えねながらへば しのぶることの弱りもぞする 式子内親王